# Corticaria leileri
Corticaria leileri es una especie de coleóptero de la familia Latridiidae.

## Distribución geográfica
Habita en las islas Canarias (España).